# Diemel
Diemel je řeka v Německu. Je to levostranný přítok řeky Vezery, protékající spolkovými zeměmi Hesensko a Severní Porýní-Vestfálsko. Délka řeky je 110,5 km. Plocha povodí měří 1762 km².

## Průběh toku
Řeka Diemel pramení na hranici spolkových zemí Hesensko a Severní Porýní-Vestfálsko, v severovýchodní části pohoří Rothaargebirge, v nadmořské výšce okolo 650 m. Její tok směřuje převážně severovýchodním směrem. Protéká městy Marsberg, Warburg, Trendelburg a Bad Karlshafen, kde se v nadmořské výšce 96 m vlévá zleva do řeky Vezery.

### Větší přítoky
- levé – Hoppecke
- pravé – Twiste

## Vodní režim
Průměrný průtok na říčním kilometru 3,1 u Helmarshausenu je 15,5 m³/s.